# بیشاپ (توپ خودکششی)
بیشاپ (به انگلیسی: Bishop) یک توپ خودکششی ساخت بریتانیا بود که در میانه جنگ جهانی دوم بر پایه تانک والنتین طراحی و به شکل محدود در کارزار شمال آفریقا به کار برده شد. پیشاپ نخستین توپ خودکششی ساخت بریتانیا جنگ جهانی دوم بود.

## طراحی و کاربرد
بریتانیایی‌ها با مشاهده کاربرد موفق توپ‌های خودکششی توسط آلمانی‌ها در کارزار شمال آفریقا در پشتیبانی از پیاده‌نظام، به فکر طراحی نمونه‌ای برای خود افتادند. طرحی برای نصب یک توپ-هوئیتزر ۲۵-پوندر بر روی شاسی یکی از تانک‌های موجود ارائه گردید. ماه ژوئن سال ۱۹۴۱ از شرکت واگن‌سازی بیرمنگام خواسته شد طراحی خودروی مورد نظر را بر پایه تانک والنتین در اولویت قرار دهد. پیش‌نمونه‌ای به سرعت تولید شد و ماه اوت همان سال آماده کارآزمایی بود.
خودروی حاصل طراحی بسیار ساده‌ای داشت که در آن یک توپ ۲۵-پوندر در یک برجک ثابت با یک حفاظ مکعبی سقف باز نصب شد. کارآزمایی‌ها موفق بود اما چندین تغییر در آن درخواست شد که مشخصا به منظور افزایش حفاظت از خدمه بود. عنوان بیشاپ بر توپ خودکششی والنتین گذاشته شد. این نخستین توپ خودکششی بریتانیا در جنگ جهانی دوم بود.
ماه نوامبر سال ۱۹۴۱ تولید ۱۰۰ اراده سفارش شد. سفارش‌های بیشتری هم در نظر بود. با این وجود فرستادگان بریتانیا در ایالات متحده، ماه مارس سال ۱۹۴۲ نمونه آمریکایی ام۷ پریست را بررسی کردند و برای استفاده در بریتانیا سفارش دادند. ام۷ بر پایه تانک متوسط ام۳، نمونه بسیار بهتری نسبت به تانک والنتین با یک توپ ۲۵-پوندر بود. بدین ترتیب سفارش‌های بیشتر از لغو شد.
به هر ترتیب، ماه ژوئیه سال ۱۹۴۲ که وضعیت میدانی در صحرای آفریقا برای بریتانیایی‌ها در بدترین حالت بود، از سر ناچاری ۵۰ فروند از توپ خوددکشی والنتین دوباره سفارش داده شد. تا این زمان ۸۰ اراده از سفارش اولیه تحویل شده بود و تعدادی از آن‌ها برای ارتش هشتم بریتانیا در شمال آفریقا فرستاده شده بود. از همین هنگام توپ‌های خودکششی ام۷ نیز در تعداد زیاد وارد خدمت در بریتانیایی‌ها شد.
بیشاپ تا پایان کارزار آفریقا در سال ۱۹۴۳ به‌کار رفت. سطح مقطع بسیار بلند یکی از اشکالات آن برای نبرد صحرایی بود. در این مدت همواره زیر سایه ام۷ بود. زان پس غالباً برای آموزش استفاده می‌شد.